# Bulbophyllum sarcorhachis
Bulbophyllum sarcorhachis är en orkidéart som beskrevs av Rudolf Schlechter. Bulbophyllum sarcorhachis ingår i släktet Bulbophyllum och familjen orkidéer.
Artens utbredningsområde är Madagaskar.

## Underarter
Arten delas in i följande underarter:
- B. s. befaonense
- B. s. flavomarginatum
- B. s. sarcorhachis